# Polydactylus
Polydactylus – rodzaj ryb z rodziny wiciakowatych (Polynemidae).

## Klasyfikacja
Gatunki zaliczane do tego rodzaju:
| - Polydactylus approximans - Polydactylus bifurcus - Polydactylus longipes - Polydactylus luparensis - Polydactylus macrochir - Polydactylus macrophthalmus - Polydactylus malagasyensis - Polydactylus microstomus - Polydactylus mullani - Polydactylus multiradiatus - Polydactylus nigripinnis | - Polydactylus octonemus - Polydactylus oligodon - Polydactylus opercularis - Polydactylus persicus - Polydactylus plebeius - Polydactylus quadrifilis - Polydactylus sexfilis - Polydactylus sextarius - Polydactylus siamensis - Polydactylus virginicus |

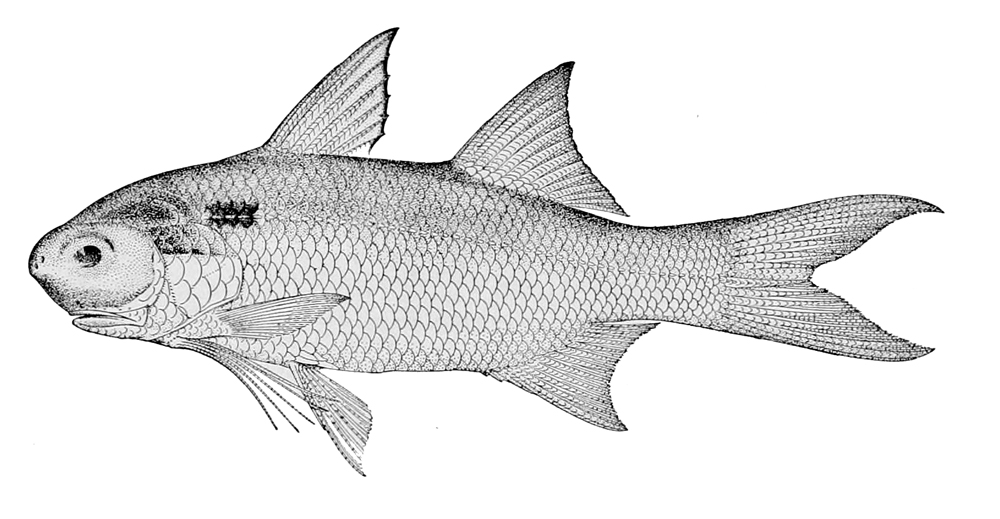
Polydactylus microstomus
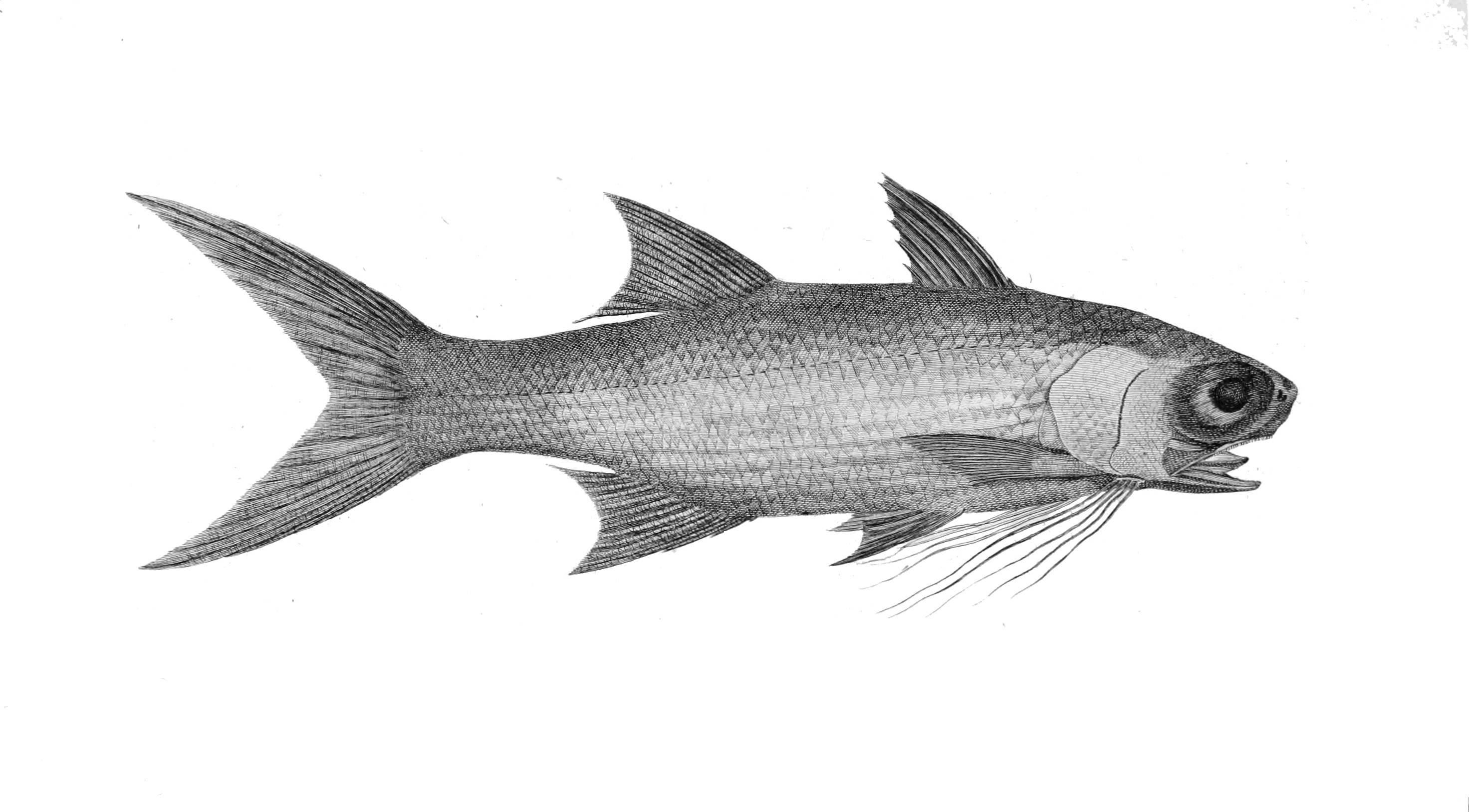
Polydactylus plebeius
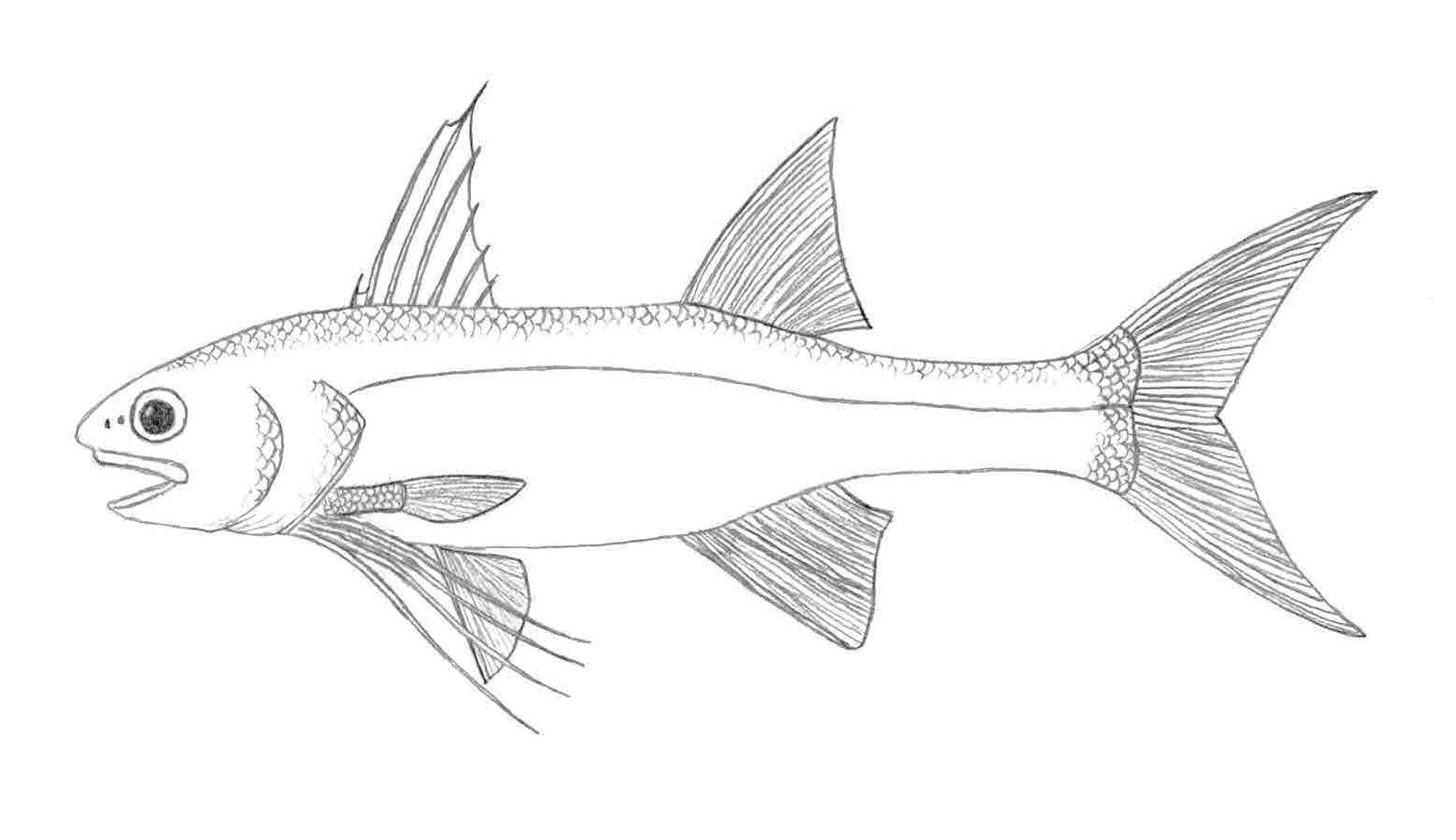
Polydactylus quadrifilis
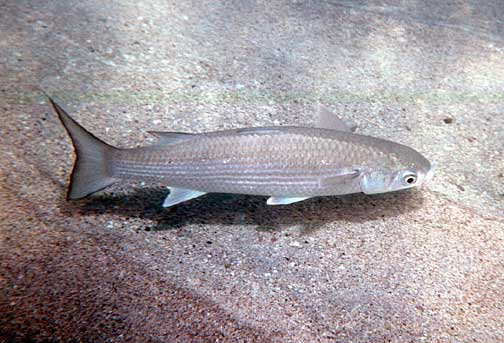
Polydactylus sexfilis
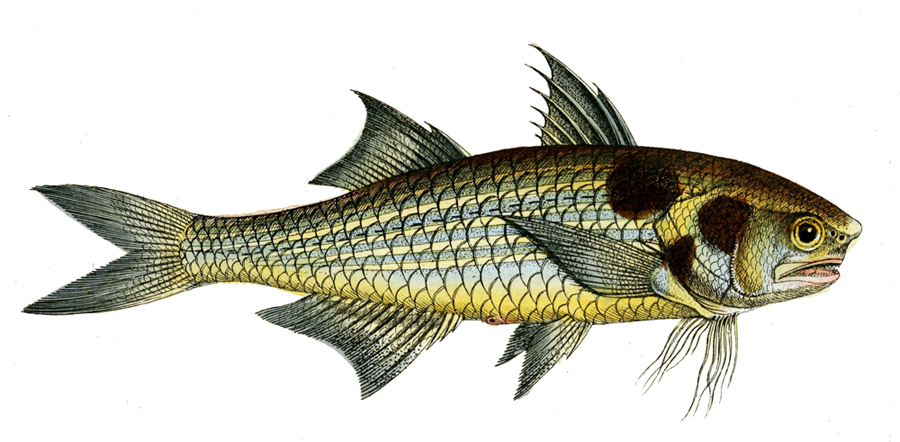
Polydactylus sextarius
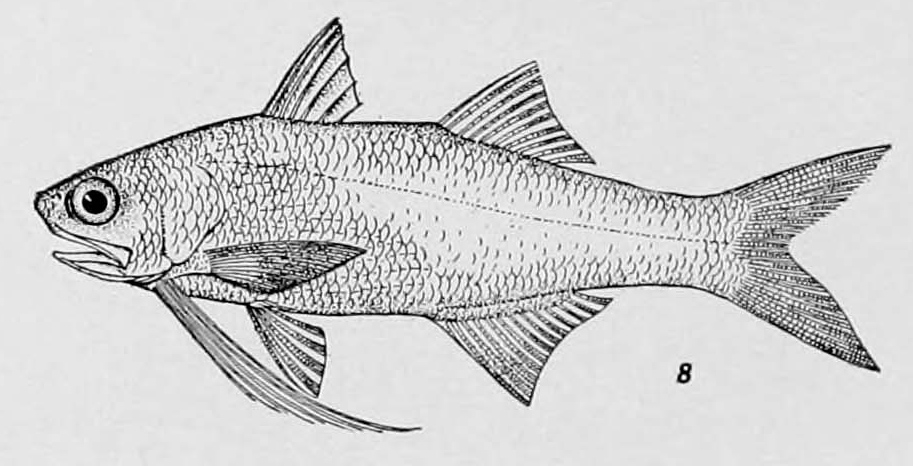
Polydactylus virginicus